# Angela Bowie
Mary Angela "Angie" Bowie, född Barnett, även känd som Angie Bowie, född 25 september 1949 i Nicosia, Cypern, är en amerikansk musiker, skådespelare och författare.
Hon har en amerikansk far och en grekcypriotisk mor. Hon har engelsk och polsk släktbakgrund. Angela Bowie var gift med David Bowie åren 1970-1980. De har ett gemensamt barn, Zowie (född 1971), numera Duncan Jones.
Det sägs att Rolling Stones låt "Angie" handlar om Barnett. I låten är dock "Angie", hävdar Keith Richards i sin biografi, en pseudonym för heroin och Richards försök att avgiftas.
Hon har skrivit två böcker om David Bowie: Free Spirit och Backstage Passes.